# Константинов, Григорий Семёнович
Григо́рий Семёнович Константи́нов (19 января 1869 — ?) — присяжный поверенный, депутат Государственной думы Российской империи II созыва от Новгородской губернии.

## Биография
Родился в дворянской семье 19 января 1869 года[по какому календарю?]. Имел брата и четырёх сестёр.
В 1888 году окончил с серебряной медалью Санкт-Петербургскую шестую гимназию; затем — юридический факультет Императорского Санкт-Петербургского университета.
Был гласным Устюженского уездного земского собрания, членом землеустроительной комиссии в Устюжне и в 1898 году помощником присяжного поверенного в Рыбинске. Позднее служил присяжным поверенным в городе Устюжна Новгородской губернии. Владелец земельной собственности площадью 960 десятин. Владел усадьбой Шуклино в Лентьевской волости, в Устюжне на правой набережной Мологи имел собственный дом. Состоял в партии «Союз 17 октября».
Был избран 7 февраля 1907 года в Государственную думу Российской империи II созыва от съезда от общего состава выборщиков Новгородского губернского избирательного собрания. Вошёл в состав группы Мирнообновленцев, по другим сведениям оставался «октябристом». Состоял в думских комиссиях о неприкосновенности личности, о местном суде, о нормальном отдыхе служащих в торговых и ремесленных заведениях и комиссии по народному образованию. Участвовал в прениях с Думской трибуны по вопросу об отмене военно-полевых судов, о помощи безработным и по аграрному вопросу.
После роспуска II Государственной Думы вернулся в Устюженский уезд, где продолжал заниматься благотворительностью и просветительской деятельностью. В 1910 году открыл первую в губернии сельскохозяйственную школу для девочек 14-17 лет в селе Шуклино. Пожертвовал для этой цели свой двухэтажный каменный дом. Семья Константиновых содержала школу на свои средства, в ней крестьянские подростки проходили двухгодичные курсы по садоводству, огородничеству, пчеловодству и маслоделию под руководством опытных педагогов.
В 1914 году совместно купцом А. С. Воробьевым и личным почётным гражданином Н. Н. Лобзиным создал «Рыбинское мукомольное Товарищество на паях», 30 сентября 1914 года устав товарищества был утверждён императором Николаем II.
Был отмечен орденами: Св. Станислава 3-й степени (ВП 02.09.15); Св. Анны 3-й степени (1915); Св. Станислава 2-й степени (ВП 17.11.1915).
После революции в Шуклино был создан совхоз, специализировавшийся на кролиководстве. Некоторое время бывшие владельцы Константиновы жили в совхозе как обычные граждане. Позднее они были вынуждены покинуть Шуклино, после чего Константиновы уехали в Устюжну, где поселились в доме Г. С. Константинова.
Дальнейшая судьба и дата смерти неизвестны.

### Архивы
- Российский государственный исторический архив. Фонд 1278. Опись 1 (2-й созыв). Дело 206; Дело 531. Лист 14.